# Berberis obovatifolia
Berberis obovatifolia är en berberisväxtart som beskrevs av T.S. Ying. Berberis obovatifolia ingår i släktet berberisar, och familjen berberisväxter. Inga underarter finns listade i Catalogue of Life.